# おとなにナッツ
『おとなにナッツ』は、フクシマハルカによる日本の漫画作品。

## 概要
作者にとっては初連載作品でもある。『なかよし』（講談社）にて2000年6月号から当初は4回の短期連載の予定でスタートし、その後連載が延長された。単行本は同社の講談社コミックスなかよしから全4巻が発売されている。
日本以外の国でも翻訳出版されており、例えばアメリカではTOKYOPOPより "Instant Teen: Just Add Nuts" のタイトルで発売されている。
同作者による「おとなにナッツ2」についても本項で述べる。

## あらすじ
セクシーな大人の女性に憧れる川島夏海はある日幼馴染みの米山遊馬に子供っぽい体型をからかわれ、その腹いせに街で大人向けに配っていた「おつまみナッツ」の試供品を無理やり持ち去る。そしてその中のピンク色のナッツを口にすると、眠っている間に大人になっていた。ナッツの力を使い夏海は憧れの美容師と仲良くなったり、グラビア撮影旅行に行ったりするなど大人の世界を体験していく。

## 登場人物
川島 夏海（かわしま なつみ）
本作の主人公。セクシーな大人の女性に憧れる、ごく普通の小学5年生（連載開始時点）の少女。偶然「おつまみナッツ」の中に紛れ込んでいた、大人の女性になれるピンク色の不思議なナッツ、「おとなにナッツ」（以下単に「ナッツ」と記述）を手に入れた。
ナッツは当初開発途中の為効果が不安定で、急に子供に戻ることもあった。それ以外に副作用の危険もあると勇之助に取り上げられ廃棄処分にされたものの、隠し持っていたナッツを使った夏海が幼児化したこともある。その後問題の起こらないナッツが作られ、勇之助公認で変身可能になった。またナッツを食べてから効き目が現れるまでにはしばらく時間が必要で、効果が持続するのも8時間だった。しかしその後この点も改良され、口にした後すぐに変身できるようになった（同時に子供に戻れるナッツも手に入れた）。
屋敷との一件で大人になることの大変さを知り、一度はナッツに頼らず遊馬とゆっくり大人になろうと決心するものの、大人になる楽しさが忘れられず、またナッツの改良もあってその後もナッツを使い続ける。中身が子供のままなのが良い効果をもたらすこともあれば、その逆もある。
ずっと一緒だと思っていた遊馬が突然転校することとなるが、友達という関係が壊れるのを恐れ思いを伝えられずにいた。また卒業記念のタイムカプセルのことでわだかまりを残したまま遊馬は転校したため、ナッツの力や勇之助の協力で広島へ行く。
米山 遊馬（よねやま あすま）
夏海の隣に住む幼馴染みで喧嘩友達。夏海のことを子供っぽいとからかっていたものの、変身後の夏海の色香には鼻血を噴き出すことも多数。
コンピュータゲームが好きで、夏海がグラビア撮影に行くこととなったのも遊馬が雑誌の読者モデルの賞品のゲーム機「プレキャス3」目的に無断で夏海の写真を使って応募したことからだった。またウエンツが夏海と2人きりになるため用意したゲームセンターに我を忘れて夢中になったこともあった。
中身は子供のままの夏海がトラブルを引き起こして尻拭いをする羽目になるため、また夏海に近付く男性が増えたりしないか心配なため、グラビア撮影旅行の件を例外に夏海にはなるべく変身して欲しくないと思っている。
小学校卒業前に父親の仕事の都合で広島へ引っ越すこととなるが、行き違いが生じたまま転校する。その後広島へ追い掛けてきた夏海が思いを伝え、紆余曲折の果てに両思いになり、最終回では結婚式の様子が描かれた。
大人になった姿を描いて欲しいとの要望が作者のもとに寄せられたものの、結局作中に登場することはなかった。
森ノ宮 勇之助（もりのみや ゆうのすけ）
遺伝子工学博士でナッツの開発者。頭にカチューシャを着け、女言葉で話す。1巻の書き下ろしページにて本当に男性なのか疑問のお便りが紹介されたこともある。
自分と忍同様、喧嘩友達同士の関係の夏海と遊馬の良き理解者で、グラビア撮影旅行の際に保護者として同伴したり、遊馬と友達以上の関係からなかなか一歩を踏み出せない夏海に気持ちを伝えるよう促したりもしている。また夏海が変身後に着る服もスーパーモデルをしていた勇之助の姉の持ち物が多い。
「おとなにナッツ」以外にも様々な不思議なナッツを開発・栽培しており、夏海と遊馬がふざけて採ったハート型の「あべこべナッツ」を食べたせいで入れ替わった（互いの姿に変身した）ことや、結婚式を前にした2人に間違えて「こどもにナッツ」を与え子供の姿（つまり元の姿）にしたこともある。
七尾 忍（ななお しのぶ）
夏海たちの学校に赴任してきた保健医。ショートヘアで夏海たちは最初男性だと思っていたが実は女性だった。勇之助と遊馬しか知らないはずのナッツの秘密を知っていたことで夏海を驚かせる。
勇之助とは幼稚園時代からの知り合いで、当時はいじめっ子から勇之助を守っていた。ナッツも本来は忍を女らしくするために勇之助が開発を始めたもので、その代わりとして忍も勇之助を男らしくするためにブラジルで研究を行っていた。そのナッツを勇之助が成り行き上夏海に与えたため、夏海とナッツに対抗意識を持っている。そのため自らの開発した、ナッツ同様に魅力的な女性に変身可能なカカオを使って夏海に勝負を挑むもののことごとく敗れている（作中の台詞では11回以上）。
勇之助と張り合っているうちに恋愛感情に発展し、最終巻の4巻で結婚する。
屋敷 透司（やしき とうじ）
夏海が憧れていた美容師で、夏海が大人への初変身直後に初めて顔を合わせた人物で、夏海をコーディネイトもしてくれた。クルーズパーティーの最中に夏海とキス寸前にまでなる。屋敷と親しくなれた夏海は嬉しかったものの、勇之助に屋敷が好きなのはあくまで変身後の夏海だと諭され、夏海は屋敷に別れを告げる。
ビル・ウエンツ
世界中のホテルのオーナーで、30か国語を話せる。夏海のグラビア撮影旅行先の島々も所有していた。夏海に一目惚れし、圧倒的な財力を惜しげもなく用いて夏海に求婚する。夏海も一度は心が傾いたものの、寸前のところで思いとどまる。
久世（くぜ）
「大人はみんな嘘つき」と心を閉ざし、読書に没頭する6年生の少年。忍の前任の保健の先生だった塚崎先生には唯一心を開いていた。特に彼女から1年生の時にもらった漢字の多い小説は大事にしており、6年になって内容が理解できるようになったら彼女に感想を聞かせてくれるよう約束していたが、卒業前に彼女が結婚して小学校を退職したことで裏切られたと思い込んでいる。忍が心を開かせようと話し掛けても無視し続けたままだった。
大人に変身した夏海は一緒に小説の続編を買いに行くことになるが、忍との勝負に夢中になり待ち合わせに遅れたことで絶交され、開きかけていた彼の心を閉ざしてしまうが、夏海は放送室をジャックして謝罪したことで彼の心を開き、彼と塚崎先生とのわだかまりを解くことに成功する。

## おとなにナッツ2
作者のデビュー10周年を記念して『なかよしラブリー』（講談社）2008年夏の号に第1話が掲載された。次いで第2話が秋の号に、第3話が『なかよし』2009年1月号に掲載された。タイトルロゴ表記は「おとなにナッツー」となっており、「ツー」の部分に「2」がかぶせられている。なお作者ブログでは「おとなにナッツ2」と、『ラブリー』公式サイトでは「おとなにナッツー」と表記されている。前作同様「おとなにナッツ」が登場するほか、明示はされていないものの前作との関連性が随所で示唆されている。

### 「2」の登場人物
ニコ
小学5年生の少女。ハカセから「おとなにナッツ超最新型」をもらう。ナッツは即効性はあるが、10分間の時間制限付き。第1話の柱では「ニコのお母さんは誰でしょう!?」と書かれている。
スグリ
ニコのクラス（5年1組）の担任。ニコが小さい頃隣に住んでいて、それ以来憧れの存在。
棗
ニコと同じクラスの男の子で、スグリの弟。ニコとは喧嘩友達。
樹里
5年3組の担任。あだ名は「ゴリ子」。スグリのことを好きだったが互いに言い出せずにいた。
ハカセ
棗とスグリの父親。本名は第1話では明かされていない。女言葉で話す、髪を伸ばしているなど前作の勇之助との共通点がある。

## 書誌情報
フクシマハルカ 『おとなにナッツ』 講談社〈講談社コミックスなかよし〉
1. 2001年3月発行 ISBN 4061789589
2. 2001年8月発行 ISBN 4061789678
3. 2002年1月発行 ISBN 4061789805
4. 2002年7月発行 ISBN 4061789937